# Вест Лок Естејт (Хаваји)
Вест Лок Естејт (енгл. West Loch Estate) насељено је место за статистичке потребе у америчкој савезној држави Хаваји. По попису становништва из 2010. у њему је живело 5.485 становника.

## Демографија
Према попису становништва из 2010. у граду је живело 5.485 становника.
| Група             | 2000.  | 2010.         |
| Белци             | . (.%) | 674 (12,3%)   |
| Афроамериканци    | . (.%) | 93 (1,7%)     |
| Азијати           | . (.%) | 3.019 (55,0%) |
| Хиспаноамериканци | . (.%) | 460 (8,4%)    |
| Укупно            | .      | 5.485         |